# Lavatera trimestris
Espèce
Classification phylogénétique
Lavatera trimestris, la Lavatère d'un trimestre ou Mauve annuelle est une plante annuelle du genre Lavatera formant de grosses touffes couvertes de magnifiques fleurs roses et blanches en calice. Cette espèce est originaire de la région méditerranéenne.
Synonyme
- Malva trimestris (L.) Salisb., 1796

Pouvant atteindre une hauteur de 100 cm, elle fleurit de juillet à septembre.